# باري فووت
باري فووت (بالإنجليزية: Barry Foote)‏ هو لاعب كرة قاعدة أمريكي، ولد في 16 فبراير 1952 في سميثفيلد في الولايات المتحدة.

## وصلات خارجية
- باري فووت على موقع دوري كرة القاعدة الرئيسي (الإنجليزية)
- باري فووت على موقعبيزبول رفرنس.كوم (الدوري الرئيسي) (الإنجليزية)
- باري فووت على موقعبيزبول رفرنس.كوم (الدوري الثانوي) (الإنجليزية)
- باري فووت على موقع إي إس بي إن.كوم (أم.أل.بي) (الإنجليزية)
- باري فووت على موقع مشجعي الرسوم البيانية (الإنجليزية)